# Pristimantis incomptus
Espèce
Synonymes
- Eleutherodactylus incomptus Lynch & Duellman, 1980

Statut de conservation UICN

 LC  : Préoccupation mineure
Pristimantis incomptus est une espèce d'amphibiens de la famille des Craugastoridae.

## Répartition
Cette espèce se rencontre entre 1 270 et 1 910 m d'altitude :
- en Équateur sur le versant Est de la cordillère Orientale dans les provinces de Napo et de Pastaza ;
- au Pérou dans la cordillère du Condor dans la province de San Ignacio dans la région de Cajamarca.

## Description
Les mâles mesurent de 15,6 à 18,8 mm et les femelles de 23,7 à 25,9 mm

## Publication originale
- Lynch & Duellman, 1980 : The Eleutherodactylus of the Amazonian slopes of the Ecuadorian Andes (Anura: Leptodactylidae). Miscellaneous Publication, Museum of Natural History, University of Kansas, no 69, p. 1-86 (texte intégral).